# Potenza Calcio 2023-2024
Questa voce raccoglie le informazioni riguardanti il Potenza Calcio nelle competizioni ufficiali della stagione 2023-2024.

## Rosa
Aggiornata al 29 febbraio 2024.
| N. |                   | Ruolo | Calciatore                 |
| -- | ----------------- | ----- | -------------------------- |
| 2  | Italia (bandiera) | D     | Matteo Marchisano          |
| 3  | Italia (bandiera) | D     | Rosario Maddaloni          |
| 5  | Italia (bandiera) | D     | Nicolò Armini              |
| 7  | Italia (bandiera) | C     | Demetrio Steffè            |
| 9  | Italia (bandiera) | A     | Salvatore Caturano         |
| 10 | Italia (bandiera) | A     | Francesco Andrea Di Grazia |
| 11 | Italia (bandiera) | A     | Mattia Rossetti            |
| 12 | Italia (bandiera) | P     | Alexander Iacovino         |
| 16 | Italia (bandiera) | D     | Andrea Sbraga              |
| 17 | Italia (bandiera) | C     | Francesco Maisto           |
| 19 | Italia (bandiera) | D     | Federico Pace              |
| 22 | Italia (bandiera) | P     | Fabrizio Alastra           |

| N. |                       | Ruolo | Calciatore              |
| -- | --------------------- | ----- | ----------------------- |
| 23 | Italia (bandiera)     | C     | Manuele Castorani       |
| 24 | Italia (bandiera)     | P     | Tommaso Cucchietti      |
| 26 | Italia (bandiera)     | C     | Bruno Verrengia         |
| 28 | Italia (bandiera)     | C     | Pasquale Schiattarella  |
| 29 | Italia (bandiera)     | C     | Riccardo Burgio         |
| 36 | Italia (bandiera)     | D     | Riccardo Spaltro        |
| 55 | Bulgaria (bandiera)   | D     | Andrea Hristov          |
| 70 | Italia (bandiera)     | C     | Edoardo Saporiti        |
| 77 | Italia (bandiera)     | A     | Giovanni Volpe          |
| 81 | Italia (bandiera)     | C     | Kevin Candellori        |
| 90 | Spagna (bandiera)     | A     | Raúl Asencio            |
| 98 | Montenegro (bandiera) | D     | Cristian Hadžiosmanović |

## Calciomercato

### Sessione estiva(dal 1/7 all'1/9)
| Acquisti | Acquisti | Acquisti | Acquisti |
| R.       | Nome     | da       | Modalità |
| -------- | -------- | -------- | -------- |

| Cessioni | Cessioni | Cessioni | Cessioni |
| R.       | Nome     | a        | Modalità |
| -------- | -------- | -------- | -------- |

### Sessione invernale(dal 1/1 al 31/1)
| Acquisti | Acquisti | Acquisti | Acquisti |
| R.       | Nome     | da       | Modalità |
| -------- | -------- | -------- | -------- |

| Cessioni | Cessioni | Cessioni | Cessioni |
| R.       | Nome     | a        | Modalità |
| -------- | -------- | -------- | -------- |

## Risultati

### Serie C

#### Girone di andata
| Arbitro: | Di Francesco (Ostia Lido) |

|                          |           |              |
| Volpe 56’ Gagliano 90+3’ | Marcatori | Bizzotto 84’ |

| Arbitro: | Castellone (Napoli) |

|                          |           |               |
| Del Sole 32’ Fabrizi 86’ | Marcatori | Di Grazia 42’ |

| Arbitro: | Marotta (Sapri) |

|                               |           |                 |
| Hadziosmanovic 27’ Steffè 66’ | Marcatori | Cargnelutti 24’ |

| Arbitro: | Zanotti (Rimini) |

|                             |           |  |
| Candellone 5’ Romeo 41’ 80’ | Marcatori |  |

| Arbitro: | Renzi (Pesaro) |

|              |           |            |
| Caturano 77’ | Marcatori | Curcio 21’ |

| Arbitro: | Vergaro (Bari) |

|            |           |  |
| Monaco 83’ | Marcatori |  |

| Arbitro: | Pezzopane (L'Aquila) |

|                                     |           |              |
| Gori 8’ 16’ Sgarbi 30’ 45+1’ (rig.) | Marcatori | Caturano 20’ |

| Arbitro: | Lovison (Padova) |

|                     |           |                                           |
| Di Grazia 51’ 90+5’ | Marcatori | Giannone 18’ D'Auria 35’ Maestrelli 90+7’ |

| Giugliano in Campania 21 ottobre 2023, ore 18.30 CEST 9ª giornata | Giugliano          | 0 – 0 referto | Potenza | Stadio Alberto De Cristofaro ( spett.)\| Arbitro: \| D'Eusanio (Faenza) \| |
| Arbitro:                                                          | D'Eusanio (Faenza) |               |         |                                                                            |

| Arbitro: | Allegretta (Molfetta) |

|                               |           |  |
| Caturano 30’ 41’ Rossetti 78’ | Marcatori |  |

| Arbitro: | De Angeli (Milano) |

|                 |           |  |
| Masciangelo 33’ | Marcatori |  |

| Arbitro: | Leone (Barletta) |

|              |           |  |
| Caturano 35’ | Marcatori |  |

| Arbitro: | Arena (Torre del Greco) |

|                                            |           |              |
| De Cristofaro 4’ Murano 23’ Ceccarelli 29’ | Marcatori | Caturano 54’ |

| Arbitro: | Cavaliere (Paola) |

|                        |           |                          |
| Caturano 64’ Volpe 77’ | Marcatori | Malcore 21’ D'Andrea 51’ |

| Arbitro: | Centi (Viterbo) |

|                          |           |           |
| Tumminello 13’ Gomez 54’ | Marcatori | Volpe 84’ |

| Arbitro: | Turrini (Firenze) |

|              |           |                        |
| Saporiti 28’ | Marcatori | Kanoute 2’ Kanoute 65’ |

| Foggia 10 dicembre 2023, ore 18.30 CEST 17ª giornata | Foggia             | 0 – 0 referto | Potenza | Stadio Pino Zaccheria ( spett.)\| Arbitro: \| Mirabella (Napoli) \| |
| Arbitro:                                             | Mirabella (Napoli) |               |         |                                                                     |

| Potenza 16 dicembre 2023, ore 16.15 CEST 18ª giornata | Potenza          | 0 – 0 referto | Messina | Stadio Alfredo Viviani (1.792 spett.)\| Arbitro: \| Angelillo (Nola) \| |
| Arbitro:                                              | Angelillo (Nola) |               |         |                                                                         |

| Arbitro: | Bozzetto (Bergamo) |

|  |           |            |
|  | Marcatori | Sbraga 44’ |

#### Girone di ritorno
| Arbitro: | Iacobellis (Pisa) |

|  |           |                                    |
|  | Marcatori | Rossetti 15’ 29’ 69’ Di Grazia 88’ |

| Arbitro: | Diop (Treviglio) |

|                              |           |  |
| Candellori 25’ Maddaloni 54’ | Marcatori |  |

| Arbitro: | Rinaldi (Bassano del Grappa) |

|               |           |  |
| Viteritti 29’ | Marcatori |  |

| Arbitro: | Crezzini (Siena) |

|           |           |                             |
| Volpe 85’ | Marcatori | Adorante 19’ 32’ Erradi 52’ |

| Caserta 4 febbraio 2024, ore 20.45 CEST 24ª giornata | Casertana          | 0 – 0 referto | Potenza | Stadio Alberto Pinto (2.500 spett.)\| Arbitro: \| D'Eusenio (Faenza) \| |
| Arbitro:                                             | D'Eusenio (Faenza) |               |         |                                                                         |

| Arbitro: | Totaro (Lecce) |

|          |           |              |
| Vano 42’ | Marcatori | Saporiti 90’ |

| Arbitro: | Scarpa (Collegno) |

|                            |           |                           |
| Candellori 3’ Saporiti 90’ | Marcatori | D'Ausilio 58’ Rigione 73’ |

| Arbitro: | Madonia (Palermo) |

|                      |           |  |
| Hristov 90+2’ (aut.) | Marcatori |  |

| Arbitro: | Gauzolino (Torino) |

|          |           |  |
| Volpe 5’ | Marcatori |  |

| Arbitro: | Calzavara (Varese) |

|                 |           |              |
| Colombini 90+4’ | Marcatori | Caturano 60’ |

| Arbitro: | Emmanuele (Pisa) |

|  |           |                |
|  | Marcatori | Lanini 33’ 38’ |

| Catania 10 marzo 2024, ore 16.45 CEST 31ª giornata | Catania          | 0 – 0 referto | Potenza | Stadio Angelo Massimino (15.873 spett.)\| Arbitro: \| Andreano (Prato) \| |
| Arbitro:                                           | Andreano (Prato) |               |         |                                                                           |

| Arbitro: | Caldera (Como) |

|            |           |  |
| Armini 17’ | Marcatori |  |

| Arbitro: | Frascaro (Firenze) |

|                         |           |              |
| Coccia 45’ Vuthaj 90+2’ | Marcatori | Caturano 69’ |

| Arbitro: | Drigo (Portogruaro) |

|                           |           |                    |
| Caturano 7’ Castorani 37’ | Marcatori | Tumminello 29’ 71’ |

| Arbitro: | Maccarini (Arezzo) |

|                          |           |  |
| Valietti 20’ Bifulco 84’ | Marcatori |  |

| Arbitro: | Giaccaglia (Jesi) |

|  |           |                                            |
|  | Marcatori | Salines 45+2’ Gagliano 67’ Antonacci 90+5’ |

| Arbitro: | Ancora (Roma 1) |

|                        |           |                         |
| Emmausso 49’ Salvo 72’ | Marcatori | Maddaloni 7’ Steffè 80’ |

| Potenza 27 aprile 2024, ore 18.30 CEST 38ª giornata | Potenza          | 0 – 0 referto | Virtus Francavilla | Stadio Alfredo Viviani (3.989 spett.)\| Arbitro: \| Galipò (Firenze) \| |
| Arbitro:                                            | Galipò (Firenze) |               |                    |                                                                         |

### Coppa Italia Serie C

#### Turni eliminatori
| Arbitro: | Gianquinto (Parma) |

|                                           |                  |                                            |
| D'Amore 90+2’ Picardi 108’                | Marcatori        | 53’ Gagliano 98’ Asencio                   |
| Meli Rovaglia D’Amore Faccetti Guarracino | Tiri di rigore – | Di Grazia Saporiti Asencio Volpe Maddaloni |